# Austrocercella nivalis
Austrocercella nivalis är en bäcksländeart som beskrevs av Günther Theischinger 1984. Austrocercella nivalis ingår i släktet Austrocercella och familjen Notonemouridae. Inga underarter finns listade i Catalogue of Life.